# Margaret Pittman

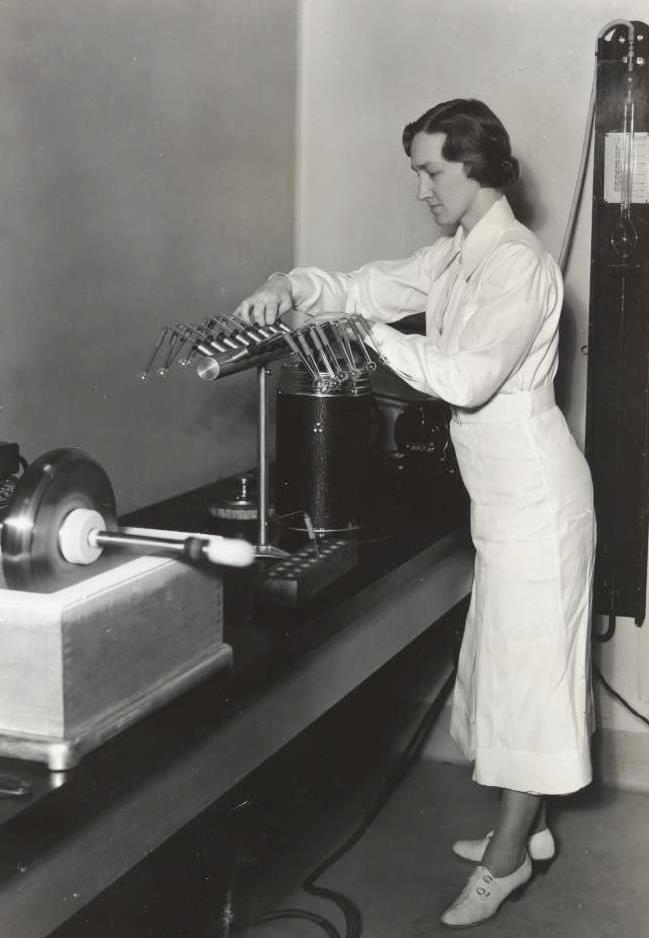
Margaret Pittman, etwa 1937

Margaret Pittman (* 20. Januar 1901 in Prairie Grove, Arkansas; † 19. August 1995 in  Cheverly, Maryland) war eine US-amerikanische Bakteriologin. Sie ist bekannt durch ihre Pionierarbeit bei der Herstellung, Erprobung und Standardisierung von Impfstoffen zur Vorbeugung von Typhus, Cholera und Pertussis. 1957 wurde Pittman die erste Direktorin eines National Institutes of Health -Labors, als sie die Leiterin des Labors für Bakterienprodukte in der Abteilung für biologische Standards wurde.

## Leben und Werk
Pittman war die Tochter von Virginia Alice McCormick Pittman und dem Arztes James Pittman. 1919 starb ihr Vater und hinterließ die Anweisung, dass seine 3 Kinder das Hendrix College in Conway (Arkansas) besuchen sollten. Ihre Mutter ermöglichte diese Ausbildung, indem diese als Schneiderin und Verkäuferin arbeitete. 1923 schloss Pittmann das Hendrix College mit einem Bachelor Magna cum Laude in Biologie und Mathematik ab. Sie unterrichtete als Lehrerin an der Mädchenakademie des Galloway College in Searcy (Arkansas)  und wurde bereits im zweiten Jahr Direktorin der Akademie. Nachdem sie genügend Geld gespart hatte, schrieb sie sich an der University of Chicago  ein. 1926 erhielt sie einen Master-Abschluss in Bakteriologie und promovierte  mit einem Stipendium der University of Chicago und einem Forschungsstipendium der Influenza-Kommission der Metropolitan Life Insurance Company drei Jahre später unter der Leitung von Isidore S. Falk. Ihre Dissertation schrieb sie über die Pathogenese der Pneumokokken.

### Forschung am Rockefeller Institute
1928 wurde sie wissenschaftliche Assistentin am Rockefeller Institute in New York City, wo sie die Mikrobiologie und Immunologie von Hemophylus influenza-Infektionen erforschte. Sie begann im Labor von Rufus Cole eine große Anzahl von Hemophylus influenzae-Stämmen zu untersuchen, die aus infizierten Patienten isoliert wurden. Sie fand heraus, dass das Bakterium in zwei Formen existieren kann. Die erste, virulentere Form wuchs in großen, glatt aussehenden Kolonien und schien unter dem Mikroskop von einer Kapsel umgeben zu sein. Von sechs eingekapselten Stämmen, die sie isolierte, stammte einer ausnahmslos von Kindern mit Hemophilus Meningitis. Bakterien der zweiten Form wuchsen in kleineren, rau aussehenden Kolonien und hatten keine Kapsel.  Diese Forschung ermöglichte die Entwicklung eines Antiserums und später eines Impfstoffs  Hib gegen die Meningitis, die durch einen Stamm (bekannt als b-Stamm) von Hemophylus  influenza verursacht wurde, was bei jüngeren Kindern oft zu Blindheit und manchmal zum Tod führte. Diese Forschung brachte Pittman internationalen wissenschaftlichen Ruf ein.

### Forschung am National Institutes of Health

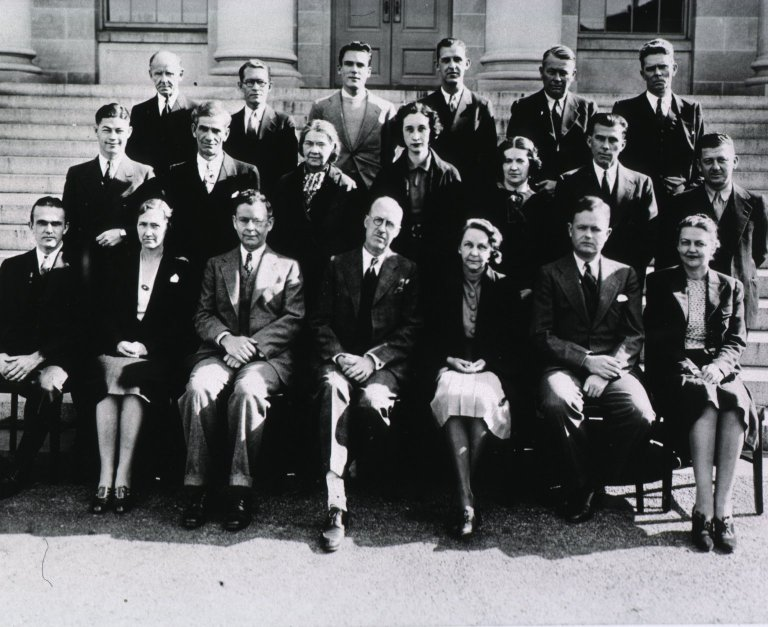
NIH-Division-of-Biologics-Control : Marguerite Lyons, Karl Habel, W.T. Harrison, William G. Workman, V.J. Dorset, Edward Garlock, Russell P. Miller, „Hut“ Hudson, L.J. Bender, Robert Forkish, Gilbert E. Beard, Sadie A. Carlin, Aneas P. Collins, Sara E. Branham, Bernice Eddy, Sarah E. Stewart, Thomas F. Probey, Glen Hefner, Margaret Pittman, Ben T. Sockrider.

1936 war Pittman eine der drei vom National Institutes of Health (NIH) eingestellten Bakteriologen. Sie begann bei der Abteilung für Biologika-Kontrolle, die Standards für lizenzierte Impfstoffe, Antitoxine und andere biologische Produkte festlegte und sicherstellte, dass kommerzielle Produkte diese Kriterien erfüllten. Die Abteilung wurde 1975 an die Food and Drug Administration übertragen. Sie arbeitete eng mit Sara Branham Matthews zusammen, die eine ihrer Ausbilderinnen an der University of Chicago gewesen war. Die Wirksamkeit von kommerziellen Meningitis-Antiseren war zu dieser Zeit sehr unterschiedlich, einige waren unwirksam. Branham und Pittman entwickelten einen Mausassay, um die Wirksamkeit von Antiseren zu testen. Die Methode wurde verwendet, um Standards für kommerzielle Produkte festzulegen. Im Laufe der Jahre entwickelte Pittman Verfahren zur quantitativen Bestimmung der Wirksamkeit für andere Biologika. Ihre Arbeit am Pertussis-Impfstoff war besonders bemerkenswert und führte zu neuen Standards, die sich auf eine verringerte Inzidenz dieser Krankheit bezogen. Im Rahmen dieser Arbeit führten Pittman und Branham den Reed-Münch-Test als erste statistische Methode bei biologischen Tests ein.
Während des Zweiten Weltkriegs stellte das Militär fest, dass einige Chargen von Blutprodukten Fieber verursachten. In Zusammenarbeit mit Thomas Probey entwickelte sie einen Pyrogenitätstest für Blutprodukte, mit dem Hersteller die Methoden zur Bereitstellung pyrogenfreier Produkte ändern konnten.
1958 wurde sie zur Leiterin des Labors für Bakterienprodukte ernannt und war damit die erste Frau, die zur Laborleiterin am NIH befördert wurde. Ihre Arbeit und Veröffentlichungen erhöhten ihre weltweite Anerkennung.
In den 1960er Jahren arbeitete sie mit dem Cholera Research Laboratory in Dhaka, Ostpakistan  (heute Bangladesch), an einem Projekt der Southeast Asia Treaty Organization (SEATO) unter der Leitung von Joseph E. Smadel, einem stellvertretenden Direktor am NIH.  Nach Smadels plötzlichem Tod 1963 war sie fünf Jahre lang Projektleiterin. Sie war auch Berater der Weltgesundheitsorganisation bei der Formulierung der WHO-Anforderungen für Choleraimpfstoffe. Sie nahm an vergleichenden Labortests der WHO für Choleraimpfstoffe teil und trug zur Entwicklung überarbeiteter US-Standards bei.
1971 nach ihrer Pensionierung arbeitete sie weiterhin für die Weltgesundheitsorganisation als Beraterin für Impfstoffstandards in Kairo und Madrid sowie für das staatliche Institut für Serum und Impfstoffe im Iran und die Connaught Laboratories in Toronto.
Sie beschäftigte sich weiterhin mit wissenschaftlichen Angelegenheiten, bis sie 1993 einen Schlaganfall erlitt.
Sie veröffentlichte über 100 Artikel sowie Kapitel in mehreren Nachschlagewerken und erhielt zahlreiche Auszeichnungen. 1994 richtete das NIH zu ihren Ehren den Margaret Pittman Award ein. Eine Sammlung ihrer Arbeiten befindet sich in der National Library of Medicine des NIH in Bethesda (Maryland).

## Auszeichnungen
- Federal Women’s Award 1970

## Veröffentlichungen (Auswahl)
- The „S“ and „R“ forms of Hemophilus influenzae. Proc Soc Exp Biol Med, 1930.
- M. Variation and type specificity in the bacterial species Hemophilus influenzae. J Exp Med, 1931.
- The action of type-specific Hemophilus influenzae antiserum. J Exp Med, 1933.